# ورخ-کوچوک
ورخ-کوچوک (به لاتین: Verkh-Kuchuk) یک منطقهٔ مسکونی در روسیه است که در سرزمین آلتای واقع شده‌است.